# ماچاخلی
ماچاخلی (به لاتین: Machakheli) یک دره در گرجستان است که در آجارستان واقع شده‌است.